# スーパーコンビSP
『スーパーコンビSP』は、1995年10月にSANKYOが発売した、液晶画面でカジノのルーレットやクルーンの演出を表現したパチンコ機のシリーズ名。
『スーパーコンビSP』の1機種がある。

## 概要
確率変動機能を搭載した権利物タイプ。一発台の名機スーパーコンビのクルーン演出などを液晶で表現した機種で、デジタルを回すためには玉を天下に入れる必要があり、この仕様も一発台を意識している。一度権利を獲得するまでは、カジノのルーレットで大当たりを目指す演出からスタートする。権利獲得後の2回目・3回目ともに3つ穴クルーンを用いた演出に切り替わる。デジタル始動口に玉が入ると、液晶で模したルーレットが回転し、7の部分に入ると左肩の電チューが約5.9秒開き、その中のVゾーンに入賞すると権利獲得となる。本機は3回権利物なので、一度権利を獲得すると確変に突入し、その後2回は高確率で抽選を受けられる。大当たり後にVゾーンのある権利役物への入賞が無ければパンクする。パンクしたとしても保障機能によって高確率状態が保たれているので、3回ある権利の残りは全て消化できるようになっている。権利獲得後は、右肩回転体に入賞するごとに右下にある電チューが9.5秒、もしくは10個入賞するまで開放する。継続は最大で16回までとなる。
液晶画面の下にもう一つのデジタルが設けられている。実際にはこちらのデジタルがメインとなっており、大当たり当選時には7を表示する。このメインデジタルの出現パターンは54通りあり、数字だけではなく、単なる切れ端にしか見えないものまである。
本機は、デジタル始動口への玉の入賞が難しいゲージであり、勢いがあり過ぎると反対側まで飛んでしまい、勢いがないと入賞穴まで届かない入賞ムラの多い機種であった。台のネカセも始動口への入賞率に影響していた。
玉はステージ中央の窪みを経由して入賞口へたどり着くが、よく見ると窪みは手前から奥に向かって傾斜がつけられている。したがってネカセのキツい台ほど窪みが深くなるために影響を受けやすく、入賞率も上がると考えられるのだ。—『爆裂パチンコ一番 1996 1月号』p53
確変中のデジタル確率が高いので2、3回目の権利は早く来ることが多く、電チューの拾いが良いことも重なり、出玉が3回で7000個を超えることも珍しくない。
本機が発売された1995年は、同社から様々なタイプのデジパチも発売している。
同年に発売されたデジパチ機種として、同社から1995年に発売された『フィーバー彩』と、1995年に発売された『フィーバー億万長者』がある。

## スペック
- スーパーコンビSP
  - 賞球数 7&15
  - 大当たり最高継続 16R
  - 大当たり確率 1/105
  - 確変中大当たり確率 1/10.5

## 演出
デジタルを回すための始動口に入賞するメインルートは、ぶっ込み狙いと、ぶっ込み弱め狙いと、谷釘狙いによる3コースある。始動口横の命釘間が大きな入賞ルートだが、風車から流れた玉がステージの角にぶつかってかけ上がり、入賞するパターンも多い。
通常時は、デジタルがスタートすると画面上のルーレットは時計回りに回転し、玉はポケットの外を反時計方向に回り始める。5つのポケットが見える状態でルーレットは停止し、玉はいずれかのポケットに落ちる。ルーレットの数字は0〜17まであり、7に落ちると大当たりとなる。先に停止したポケットは、画面上に5箇所表示されるが、実際は3箇所にしか玉が落下しない仕組みになっている。5つのポケットのいずれかに7が含まれていればノーマルリーチとなる。ノーマルリーチ以外は、画面に「CHANCE」の文字が現れるチャンスリーチがある。このチャンスリーチは複数パターンがあり、全ての奇数ポケットが7に変わり、表面上の確率が1/2となるパターンと、1•4•10•13•16ポケットの5箇所全てが7に変わり、表面上の確率が1/3にアップするパターンがある。「CHANCE」の文字が現れるが、動きはノーマルリーチと変わらないパターンもあり、ルーレットのリーチアクションはノーマルリーチ含め全4パターンとなる。あらかじめポケットの中に玉が入った状態でルーレットが停止することもある。
1回目の大当たり終了後の確変時には、液晶画面のルーレットがクルーンに変わり、玉が手前のV穴に飛び込めば大当たりとなる。クルーンには穴が3つあり、デジタルスタートとともにクルーンに向かって玉が飛び出す。ストレートにV穴に入るパターンと、V入賞をアシストする演出のパターンがある。このアシストする演出には、玉がハズレ穴に入りそうになると叩くアクションと、3つの穴の真ん中で停止した玉を女性が指でつまみ上げてV穴に入れてくれるアクションがある。叩くアクションは2パターンあり、男性の手で叩くパターンと、女性の手で叩くパターンがある。男性の場合ハズれると「残念！」と嘆く。このV入賞をアシストするアクションは、出現頻度は高めなので、信頼度はそれほど高くはない。

## コンシューマ移植
- SANKYO FEVER実機シミュレーション Vol.1(プレイステーション用)
  - 『SANKYO FEVER実機シミュレーション Vol.1』(プレイステーション用、ティー・イー・エヌ研究所、1996年3月8日発売、SLPS-00264、JAN-4997940200019)にスーパーコンビSPが収録。

## サウンドトラック
- 『ザ・パチンコ・ミュージック・フロム・SANKYO SPECIAL ～愛のパチパチロック～』 キングレコード、1996年2月21日。KICA-1173。
  - BGMが収録されている。